# Lijst van afleveringen van Revenge
Dit is een lijst van afleveringen van de Amerikaanse televisieserie Revenge. De serie telt 4 seizoenen. De serie begon op 21 september 2011 en eindigde na vier seizoenen op 10 mei 2015.

## Overzicht
| Seizoen | Aantal afleveringen | Uitgezonden                     |  |
| ------- | ------------------- | ------------------------------- |  |
| 1       | 22                  | 21 september 2011 – 23 mei 2012 |  |
| 2       | 22                  | 30 september 2012 – mei 2013    |  |
| 3       | 22                  | 29 september 2013 – 11 mei 2014 |  |
| 4       | 23                  | 28 september 2014 – 10 mei 2015 |  |

## Seizoen 1 (2011)
| Nr. | Titel      | Regisseur          | Schrijver(s)                   | Uitzenddatum Verenigde Staten |  |
| --- | ---------- | ------------------ | ------------------------------ | ----------------------------- |  |
| 1 (1-01) | Pilot      | Phillip Noyce      | Mike Kelley                    | 21 september 2011             |  |
| Bij het begin van het zomerseizoen in The Hamptons, maakt Emily Thorne haar debuut in de betere kringen van de buurt. Ze maakt al snel indruk, maar niets is wat het lijkt: Emily heette vroeger Amanda Clarke en is teruggekeerd naar The Hamptons om wraak te nemen op iedereen die haar en haar vader David erin hebben geluisd. David was namelijk een oud-medewerker van Conrad Grayson, die de schuld van een vreselijk misdrijf in Davids schoenen heeft geschoven. David is daardoor in de gevangenis beland (en is er ook vermoord) en wordt nu beschouwd als een van de ergste terroristen ooit. Emily wil de naam van haar vader zuiveren en wraak nemen op de familie Grayson, vooral op moeder Victoria, die ooit nog een relatie had met haar vader en hem verraden heeft. Om dicht bij Victoria te geraken, probeert ze Daniel Grayson, de zoon van Victoria te verleiden, waar ze nog in slaagt ook. Emilys eerste slachtoffer is Lydia Davis, Victorias beste vriendin en minnares van Conrad.                    |            |                    |                                |                               |  |
| 2 (1-02) | Trust      | Phillip Noyce      | Mike Kelley & Joe Fazzio       | 28 september 2011             |  |
| Emily weet niet wat ze moet denken van Nolan; is hij wel te vertrouwen? Ze gaat op date met Daniel en zet haar zinnen op Bill Harmon, een manager van een Hedgefonds en een van haar vaders oude vrienden. Victoria vertrouwt Emily voor geen meter en vraagt Frank (het hoofd van haar beveiliging) om het verleden van Emily uit te spitten. Jack ontdekt dat zijn vader misschien de zaak moet verkopen en Declan valt voor de charmes van Charlotte Grayson. |            |                    |                                |                               |  |
| 3 (1-03) | Betrayal   | Matt Earl Beesley  | Salvatore Stabile              | 5 oktober 2011                |  |
| Emily probeert senator Tom Kingsley ten val te brengen: hij was immers de aanklager in het proces rond haar vader. Ze krijgt hiervoor de hulp van Nolan. Victoria herinnert zich haar relatie met David meer en meer en dat doet haar argwaan tegenover Emily alleen maar toenemen. Declan ontdekt dat Charlottes vriendje haar bedriegt. Jack kan nog altijd niet vatten dat zijn vader overleden is en weet niet goed wat te doen met de zaak. Ashley valt voor de charmes van Tyler, een oude schoolkameraad van Daniel, die voor een heel andere reden naar The Hamptons is gekomen. |            |                    |                                |                               |  |
| 4 (1-04) | Duplicity  | Matt Shakman       | Wendy Calhoun                  | 12 oktober 2011               |  |
| Emilys volgende slachtoffer is therapeute Michelle Banks, die ervoor verantwoordelijk is dat Emily jarenlang werd opgesloten in een jeugdinstelling. Victoria bereidt ondertussen samen met Charlotte en Ashley een evenement voor. Conrad brengt een geheim bezoekje aan Lydia. Jack besluit om de zaak te verkopen, maar daar is Declan het niet mee eens. Tyler vindt dat Emily zich verdacht gedraagt. |            |                    |                                |                               |  |
| 5 (1-05) | Guilt      | Kenneth Fink       | Nikki Toscano                  | 19 oktober 2011               |  |
| Lydia keert terug naar The Hamptons om wraak te nemen op Victoria en Emily. Nolan ontdekt dat Lydia Emily bespioneert en vertelt dit aan Emily. Zij zet een val op voor Lydia. Victoria krijgt schuldgevoelens over wat ze David Clarke heeft aangedaan. |            |                    |                                |                               |  |
| 6 (1-06) | Intrigue   | Tim Hunter         | Dan Dworkin & Jay Beattie      | 26 oktober 2011               |  |
| Lydia ligt in een coma nadat ze door Frank van het dak werd geduwd. Victoria bereidt een groot galabal voor voor de viering van de Amerikaanse nationale feestdag. Emily probeert de innige band tussen Frank, Conrad en Victoria te breken met een compromitterende video. Daniel wil gaan werken in het café van Jack en Declan. Declan probeert nog altijd Charlotte voor zich te winnen. |            |                    |                                |                               |  |
| 7 (1-07) | Charade    | Sanford Bookstaver | Mark B. Perry & Joe Fazzio     | 2 november 2011               |  |
| Conrad en Victoria bereiden het feest voor hun 25ste huwelijksjublileum voor, maar de spanning tussen de twee is intussen te snijden. Het feest wordt verstoord door een krantenartikel over de relatie tussen Emily en Daniel. Nolan moet Tyler weghouden bij de Graysons tijdens het feest. Frank probeert ondertussen zijn onschuld te bewijzen en graaft verder in het verleden van Emily. Hij ontdekt haar ware identiteit en gaat op zoek naar de echte Emily Thorne, die hij terugvindt in een stripclub. |            |                    |                                |                               |  |
| 8 (1-08) | Treachery  | Bobby Roth         | Ryan Scott                     | 16 november 2011              |  |
| Emily's plan wordt in de war gestuurd nu de 'echte' Emily ineens opdaagt in The Hamptons die de naam Amanda Clarke draagt en probeert Jack te verleiden. Victoria's relatie met de rest van de familie wordt steeds slechter. Tyler is verbitterd en begint smerige spelletjes te spelen. |            |                    |                                |                               |  |
| 9 (1-09) | Suspicion  | Bethany Rooney     | Salvatore Stabile              | 23 november 2011              |  |
| Amanda keert zich tegen Emily, waardoor Emily nu raad gaat vragen aan haar mentor Satoshi Takeda. Victoria's ergste nachtmerrie wordt werkelijkheid want iedereen van de familie heeft zich tegen haar gekeerd. Charlotte en Declan zetten intussen hun geheime relatie verder. Ashley verraadt Emily in een poging om dichter bij Victoria te komen. Tylers spelletjes beginnen hun tol te eisen. |            |                    |                                |                               |  |
| 10 (1-10) | Loyalty    | J. Miller Tobin    | Wendy Calhoun & Nikki Toscano  | 7 december 2011               |  |
| Emily ontdekt dat Nolan en Tyler de nacht samen hebben doorgebracht en wil dit gebruiken om van Tyler af te komen. Jack en Amanda's relatie groeit. Intussen komt ook Victoria te weten dat 'Amanda' terug is gekeerd naar The Hamptons. Conrad wil scheiden van Victoria. |            |                    |                                |                               |  |
| 11 (1-11) | Duress     | Jamie Babbit       | Elle Triedman                  | 4 januari 2012                |  |
| Emily wil Tyler definitief uit de weg ruimen want hij staat haar uiteindelijke doel te veel in de weg. Conrad wordt gechanteerd door Tyler. Tijdens Daniels verjaardagsfeestje verstoort Tyler de pret en dreigt Emily te vermoorden indien Conrad niet alles opbiecht over zijn verleden en David Clarke. Gelukkig kunnen Nolan en Tylers broer Alexander hem tijdig stoppen. |            |                    |                                |                               |  |
| 12 (1-12) | Infamy     | Matt Earl Beesley  | Dan Dworkin & Jay Beattie      | 11 januari 2012               |  |
| Nu Tyler opgepakt is, kan Emily zich weer concentreren op haar grote plan. Haar volgende slachtoffer is schrijver Mason Treadwell (Roger Bart), een reporter die beroemd is geworden met een serie boeken rond de zaak van David Clarke. Conrad probeert Daniel voor zich te winnen en tegen zijn moeder op te zetten. Victoria probeert ondertussen de macht te grijpen bij Grayson Global. Jack begint steeds meer gevoelens te krijgen voor Amanda. Emily ontdekt dat Charlotte misschien haar halfzus is. |            |                    |                                |                               |  |
| 13 (1-13) | Commitment | Kenneth Fink       | Mark B. Perry & Liz Tigelaar   | 18 januari 2012               |  |
| Daniel wil Emily ten huwelijk vragen om toegang te krijgen tot het geld van zijn vader. Charlotte moet (zeer tegen haar zin) weer intrekken bij haar moeder. Jack voelt zich bedrogen en Nolan wil dat Emily rationeler omgaat met haar plan: voor hem is ze soms te impulsief. Emily moet ondertussen haar hele verhaal opbiechten aan Amanda en vraagt om haar te helpen: voor haar eigen bestwil kan ze best zo snel mogelijk The Hamptons verlaten. Daniel ontdekt dat zijn moeder een affaire heeft gehad met David Clarke en dat Charlotte niet de dochter is van Conrad. |            |                    |                                |                               |  |
| 14 (1-14) | Perception | Tim Hunter         | Nikki Toscano & Sallie Patrick | 8 februari 2012               |  |
| Emily en Daniel bereiden zich voor op hun verlovingsfeest. Jack is ongerust nu Amanda verdwenen is. Victoria is vastberaden om niet het onderspit te delven in haar scheiding van Conrad en besluit actie te ondernemen: ze probeert Conrads vader voor haar kar te spannen. Emily ontdekt dat er bij haar is ingebroken en dat haar doos met bewijsmateriaal gestolen is. |            |                    |                                |                               |  |
| 15 (1-15) | Chaos      | Sanford Bookstaver | Mark Fish & Joe Fazzio         | 15 februari 2012              |  |
| Tijdens het verlovingsfeest van Daniel en Emily keert plots Tyler terug, en hij heeft de volledige waarheid rond Emily en haar verleden ontdekt (hij heeft ook haar doos met bewijsmateriaal gestolen). Hij wil nu aan iedereen de waarheid vertellen. Jack is nog altijd op zoek naar Amanda. Charlotte wordt verslaafd aan pillen. Tyler wordt neergeschoten op het strand door een onbekende schutter. |            |                    |                                |                               |  |
| 16 (1-16) | Scandal    | Kenneth Fink       | Elle Triedman                  | 29 februari 2012              |  |
| De politie onderzoekt de moord naar Tyler. Daniel is al snel de hoofdverdachte en wordt ook gearresteerd. Declan verdenkt Jack van betrokkenheid bij de zaak. Emily en Nolan proberen Jack weg te krijgen uit The Hamptons. |            |                    |                                |                               |  |
| 17 (1-17) | Doubt      | Matt Earl Beesley  | Mike Kelley                    | 18 april 2012                 |  |
| Daniel moet voor de rechter verschijnen in verband met de moord op Tyler. Victoria krijgt bezoek van een oude geliefde van haar: schilder Dominik Wright. Jack is nog altijd wanhopig op zoek naar Amanda, maar is nu zelf een verdachte in de moord op Tyler. Emily ontdekt dat Victoria een nieuwe beveiligingsagent heeft ingehuurd. |            |                    |                                |                               |  |
| 18 (1-18) | Justice    | Bobby Roth         | Liz Tigelaar & Sallie Patrick  | 25 april 2012                 |  |
| Emily ontdekt dat haar vader vermoord is in de gevangenis en dat doet haar woede enkel nog maar toenemen. Charlotte is verslaafd aan pillen en verpest haar getuigenis in de rechtszaak tegen Daniel. Daniel vertrouwt Emily niet meer. Daniel wordt vrijgelaten uit de gevangenis. |            |                    |                                |                               |  |
| 19 (1-19) | Absolution | Sanford Bookstaver | Nikki Toscano & Ryan Scott     | 2 mei 2012                    |  |
| Victoria is vastbesloten om wraak te nemen op Conrad en geeft gevoelige informatie door aan de overheid, die Conrad in een slecht daglicht kunnen stellen. Emily maakt kennis met Nolans tante Carol. Conrad biecht heel zijn verleden op aan Daniel. Daniel besluit om zijn vader te blijven steunen en doet dit via een interview met ABC News. Emily ontdekt dat Daniel alles weet over het verleden van zijn vader en besluit dat, als Daniel in de weg staat van haar plannen, hij ook aan de kant moet geschoven worden. Conrad huurt Ashley in. |            |                    |                                |                               |  |
| 20 (1-20) | Legacy     | Eric Laneuville    | Dan Dworkin & Jay Beattie      | 9 mei 2012                    |  |
| In een reeks flashbacks zien we hoe Amanda Clarke in 2002 de waarheid over haar vader ontdekt. Ze besluit op onderzoek uit te gaan en komt zo voor een eerste keer in contact met Victoria en Conrad. |            |                    |                                |                               |  |
| 21 (1-21) | Grief      | Randy Zisk         | Mark Fish & Joe Fazzio         | 16 mei 2012                   |  |
| Emily gaat op zoek naar de moordenaar van haar vader. Daniel en Emily krijgen ruzie, waarop zij troost zoekt bij Jack. Ashley betrapt de twee op een innige kus. Lydia keert terug en is vastbesloten wraak te nemen op Victoria. Victoria ontdekt dat Conrad geheime informatie heeft verborgen achter een schilderij. Emily wil de geheime documenten stelen en bedenkt daarop een plannetje. Nolan verbergt een camera in het huis van de moordenaar van David Clarke, maar wordt ontdekt en neergeslagen. |            |                    |                                |                               |  |
| 22 (1-22) | Reckoning  | Sanford Bookstaver | Mike Kelley & Mark B. Perry    | 23 mei 2012                   |  |
| Emily zet de laatste fase van haar plan in werking. Maar veel moeite moet ze daar niet voor doen: door alle interne ruzies van de familie Grayson implodeert hun rijk bijna vanzelf. Ze moet wel Nolan te hulp schieten: hij is ontvoerd door de moordenaar van haar vader. Ashley neemt ondertussen een belangrijke beslissing over haar relatie met Conrad en Victoria. Ze verklapt ook aan Daniel dat ze Emily en Jack heeft zien kussen. Hij confronteert hier Emily mee, die daarop hun verloving verbreekt. Emily wil ondertussen ook de waarheid aan Jack gaan vertellen, maar is in shock wanneer ze merkt dat Amanda terug is, en ze ook nog eens zwanger is van hem. Victoria en Lydia besluiten ondertussen te vluchten, maar hun vliegtuig stort neer. Wanneer Charlotte dit op televisie ziet, stort haar wereld in en neemt zij een overdosis pillen. In de seizoensfinale ontdekt Emily dankzij Nolan dat er nog een groot geheim is waar zij zelf niets van af weet: haar moeder is blijkbaar nog altijd in leven. |            |                    |                                |                               |  |

## Seizoen 2 (2012)
| Nr. | Titel        | Regisseur           | Schrijver(s)                     | Uitzenddatum Verenigde Staten |  |
| --- | ------------ | ------------------- | -------------------------------- | ----------------------------- |  |
| 23 (2-01) | Destiny      | Kenneth Fink        | Mike Kelley & Mark B. Perry      | 30 september 2012             |  |
| Emily keert terug naar de Hamptons om uit te zoeken wat er met haar moeder gebeurd is. Wanneer ze erachter komt dat Victoria nog leeft en zich schuilhoudt, zoekt ze haar op. Ashley is niet blij Emily terug te zien, nu zij een relatie met Daniel heeft. Jack heeft grote moeite met het runnen van de bar, nu hij ook voor de zwangere Amanda en Declan moet zorgen. Conrad betaalt Charlottes dokter om haar in de ontwenningskliniek te houden, zodat hij het geld uit haar trustfund kan gebruiken om Grayson Global te redden. |              |                     |                                  |                               |  |
| 24 (2-02) | Resurrection | David Grossman      | Sallie Patrick                   | 7 oktober 2012                |  |
| Victoria wordt gedwongen uit haar schuilplaats te komen door Conrads plannen om Charlottes geld te gebruiken. Ze bedenken samen een plan dat “the White-Haired Man” de schuld geeft van haar zogenaamde ontvoering. Wanneer Daniel Charlotte uit de ontwenningskliniek haalt, stelt Emily haar voor aan haar “zus”, Amanda. Jack wil dat Amanda een vaderschapstest laat doen, wat Amanda door Emily laat regelen. Emily vertelt haar dat de test aangaf dat Jack niet de biologische vader was en dat ze de test positief heeft aangepast, maar dat is een leugen; Jack is de biologische vader van Amanda’s kind. Aiden vermoordt de man met het witte haar nadat deze Emily aanvalt in haar huis. |              |                     |                                  |                               |  |
| 25 (2-03) | Confidence   | J. Miller Tobin     | Gretchen J. Berg & Aaron Harbert | 14 oktober 2012               |  |
| Emily wil dat Aiden de Hamptons verlaat en denkt veel aan haar verleden met hem in Japan 2008. Intussen ontdekt ze een verrassende link tussen de man met het witte haar en haar eigen moeder. Declan wordt gepakt terwijl hij inbreekt in Kenny Ryans huis, en Victoria houdt een pers-conferentie waarin ze de Grayson familie presenteert als hechter en sterker dan ooit. Ze onthult zelfs de identiteit van Charlottes echte vader en verwelkomt Amanda openlijk in de familie. Wanneer Jack dit op tv ziet, beëindigt hij de relatie met Amanda omdat ze had beloofd weg te blijven bij de Graysons. Hij zegt haar wel dat hij alles zal doen voor hun kind. |              |                     |                                  |                               |  |
| 26 (2-04) | Intuition    | Randy Zisk          | Dan Dworkin & Jay Beattie        | 21 oktober 2012               |  |
| Victoria organiseert een baby-shower voor Amanda, en Emily maakt daar gebruik van om via Amanda dingen te weten te komen over haar moeder. Wanneer het gesprek tussen Victoria en Amanda uit de hand loopt, struikelt Amanda en valt over de balustrade. De baby wordt te vroeg geboren en Amanda ligt in een coma. Emily komt erachter dat haar moeder geprobeerd heeft haar te vermoorden toen ze nog een kind was. Daniel komt erachter dat Ashley en zijn vader samenwerkten, maar wanneer zij hem bewijst dat ze hem alleen wil helpen groeien ze dichter naar elkaar toe. Jack heeft spijt van zijn breuk met Amanda, en Emily’s echte moeder, Kara, komt Amanda opzoeken nadat ze hoort van haar val. |              |                     |                                  |                               |  |
| 27 (2-05) | Forgiveness  | Matt Earl Beesley   | Sunil Nayar                      | 28 oktober 2012               |  |
| Kara, Emily's echte moeder, wordt door Victoria uitgenodigd om een paar dagen bij hen te blijven. Amanda ontwaakt uit haar coma, en Emily vertelt haar dat Jack de echte vader is van hun zoon Carl. Aiden gaat op onderzoek uit naar de banden tussen Nolcorp en Grayson Global, en Mason Treadwell is terug, vastbesloten de waarheid over Amanda Clarke te ontdekken. |              |                     |                                  |                               |  |
| 28 (2-06) | Illusion     | Bobby Roth          | Michael Foley                    | 4 november 2012               |  |
| Terwijl Victoria en Conrad hun trouwbeloftes vernieuwen, komt Mason Treadwell steeds dichter bij de waarheid over Amanda Clarke. Emily steekt daar een stokje voor door hem in de richting te sturen van wat er gebeurd is met Gordon Murphy (de man met het witte haar). De Stowaway heropent en Jack en Amanda kondigen hun verloving aan. Ook Charlotte en Declan zijn weer bij elkaar. Nolan vertelt Padma dat hij weet van haar fout -Daniel vertellen dat Grayson Global een groot deel van Nolcorp zou kunnen bezitten- en waarschuwt haar dat ze uit de buurt van Grayson Global moeten blijven. Wanneer Mason Treadwell in de val loopt die Emily heeft opgezet, wordt Conrad tijdens zijn tweede bruiloft gearresteerd voor de moord op Gordon Murphy. In de gevangenis zoet het Initiative hem op en maakt een nieuwe deal met hem, waardoor hij vrij is, maar opnieuw gebonden aan het mysterieuze Initiative. Mason Treadwell ontdekt intussen toch de waarheid over Amanda Clarke en Emily Thornes identiteitsverwisseling. |              |                     |                                  |                               |  |
| 29 (2-07) | Exposure     | Colin Bucksey       | Elle Triedman                    | 11 november 2012              |  |
| Wanneer Mason achter de waarheid komt, en ontsnapt aan een moordpoging van Amanda, wil hij Emily helpen en vertelt hij haar moeder wat er echt gebeurd is met David Clarke, zodat hij zijn eigen schuldgevoel kan verlichten. Emily is woedend omdat zij weet dat haar moeder dat mentaal niet aan kan. Nu Mason niet meer te controleren is, zorgt Emily dat de dood van Gordon Murphy bij Mason komt te liggen. Daniel komt te weten dat Grayson Globel 49% van Nolcorp bezit. Kara draait intussen door en houdt Victoria en Conrad onder schot in Grayson Manor. Net voordat ze schiet, verrast Aiden haar met chloroform en sleurt haar het huis uit. Hij zegt FBI-agent te zijn en geeft haar samen met Emily medicijnen, geld en een auto om te verdwijnen. |              |                     |                                  |                               |  |
| 30 (2-08) | Lineage      | Christopher Misiano | Nikki Toscano                    | 25 november 2012              |  |
| In een aflevering vol flashbacks zien we de Thanksgiving-avond van 2006, waarop Victoria’s moeder, Marion, met haar nieuwe verloofde komt eten. Victoria vertelt tijdens dit diner de waarheid over haar moeder en we zien een glimp van haar jeugd. Marion liet Victoria opdraaien voor een moord die zijzelf had begaan op een van haar minnaars. Nadat de 15-jarige Victoria 6 maanden in een psychiatrische instelling heeft gezeten, wordt ze thuis aangerand door de nieuwe minnaar van haar moeder. Haar moeder schopt haar vervolgens uit huis. Na deze onthullingen wil Marions nieuwe verloofde niets meer met haar te maken hebben. Intussen, ook in 2006, ontmoet Emily Aiden wanneer ze op een missie is voor Takeda en haalt Takeda over Aiden aan te nemen als leerling. Daniel, in zijn eerste jaar op Harvard, wil dichter worden maar zijn vader stuurt hem in de richting van Grayson Global. Nolan had in 2006 een CFO genaamd Marco, waar hij ook een relatie mee had. Toen Marco ontdekte dat Nolan 500 miljoen dollar had overgemaakt aan David Clarkes dochter, maakten ze hier ruzie over en Nolan ontsloeg hem en verbrak de relatie. We komen er ook achter dat de huidige investeerders in Jacks bar zonen zijn van een man die ooit Jacks vader Carl bedreigde. Deze man werd doodgeschoten door een ander slachtoffer, maar gebruikte hiervoor Carls pistool. |              |                     |                                  |                               |  |
| 31 (2-09) | Revelations  | Kenneth Fink        | Ted Sullivan                     | 2 december 2012               |  |
| Daniel komt erachter dat er in 2006 500 miljoen dollar verdwenen is uit Nolcorp. (Het geld dat Nolan aan Emily heeft gegeven). Nolan weigert te vertellen waar het geld heen is gegaan en geeft Grayson Global 51% aandelen in Nolcorp. Kleine Carl wordt gedoopt, en Jack wordt gewaarschuwd voor de Ryan broers, door Matt Duncan, de man die in 2006 de vader van de Ryan broers neerschoot. Jack laat Nolan graven en komt erachter dat de broers criminelen zijn. Emily en Aiden willen Ashley en Daniels relatie verbreken omdat Ahsley Daniel opzet tegen Aiden, (die werkt met Grayson Global). Dit lukt uiteindelijk doordat Daniel erachter komt dat Ashley met elke man slaapt om uit de problemen of hogerop te komen, waaronder destijds Conrad. Nolan vertelt Padma dat hij een plan heeft om Grayson Global van binnenuit te vernietigen, en neemt zijn voormalige CFO, Marco opnieuw aan. |              |                     |                                  |                               |  |
| 32 (2-10) | Power        | Roger Kumble        | Joe Fazzio                       | 6 januari 2013                |  |
| Emily en Aiden zetten een break-up in scène in het restaurant waar Daniel ook is. Hij trapt erin en hernieuwt het contact met Emily. Declan komt erachter dat de Ryan broers de bar gebruiken voor drugssmokkel, maar wanneer Jack de politie inlicht is het bewijs in zijn boot geplant door de broers, zodat Jack de gevangenis ingaat. Helen, van the Initiative, vertelt Aiden dat zijn zus Colleen nog leeft en dat hij haar terugziet als hij doet wat zij zegt. Emily werkt intussen aan twee plannen; één met Victoria om Daniel te beschermen, en één om wraak te nemen op de rechter Robert Barnes, die haar vaders zaak berechtte. Maar wanneer ze zich in het rechters-echtpaar verdiept, komt ze erachter dat zijn vrouw een brief naar haar vader heeft gestuurd. Ze haalt Patricia Barnes over om de waarheid te vertellen tijdens een persconferentie. Deze vertelt openlijk dat het proces niet correct verliep en ook dat haar man haar mishandelt. Nu heeft de rechter Barnes nooit meer een kans om aangewezen te worden in het Supreme Court. |              |                     |                                  |                               |  |
| 33 (2-11) | Sabotage     | John Scott          | Dan Dworkin & Jay Beattie        | 13 januari 2013               |  |
| Padma zoekt opnieuw toenadering tot Nolan. Via haar komt Nolan erachter dat Marco Daniel heeft ingelicht over zijn computerprogramma Carrion. Hij ontslaat Marco. Dan zien we dat Padma de Intitiative vrouw, Helen, belt en al die tijd met haar samengewerkt heeft. Ashley weet een nieuwe baan te landen als PR-consult voor Conrad door hem te chanteren. Conrad helpt Jack met zijn proces om zijn eigen imago op te vijzelen, omdat hij mee wil doen aan de gouverneursverkiezingen. Intussen voeren Emily en Aiden een plan uit om te zorgen dat Aiden het vertrouwen wint van the Initiative. Victoria probeert te voorkomen dat Daniel CEO wordt van Grayson Global omdat ze bang is dat hij meegetrokken wordt in de praktijken van the Initiative. |              |                     |                                  |                               |  |
| 34 (2-12) | Collusion    | Matt Shakman        | Sallie Patrick & Sunil Nayar     | 20 januari 2013               |  |
| Emily en Daniel vliegen naar Los Angeles om de koop te sluiten voor Stonehaven United. Zonder dat zij het weten reist Victoria hen achterna om te proberen dat te voorkomen. Ook Aiden vliegt naar L.A. omdat Helen vermoedt dat hij zelf achter haar kidnapping zat en hem niet meer vertrouwt. Om haar vertrouwen te herwinnen moet hij Victoria doden, of Helen doodt zijn zus Colleen. Emily weet dit op het laatste moment te verhinderen. Charlotte kondigt aan dat zij haar achternaam verandert in Clarke. Padma verraadt zonder dat ze het weet dat ze Nolan heeft bespioneerd en hij besluit haar te bespelen om erachter te komen waarom. Conrad lijkt Jack af te helpen van de Ryan broers, maar wordt toch overtuigd door Nate Ryan dat de grond waar de Stowaway op staat lucratiever gebruikt kan worden. Nate zegt “af te rekenen met de eigenaars”. Emily vertelt Daniel dat het Victoria was die haar aanzette hun relatie weer op te pakken, maar hij zegt haar dat hij dat al wist. Aiden krijgt een video van Colleen die vermoord wordt door een overdosis en is kwaad op Emily omdat zij hem weerhield van het doden van Victoria en dit nu het resultaat is. |              |                     |                                  |                               |  |
| 35 (2-13) | Union        | Wendy Stanzler      | Michael Foley & Ted Sullivan     | 10 februari 2013              |  |
| Emily en Aiden komen erachter dat de dood van zijn zus zes jaar geleden was gefilmd; ze hadden niets kunnen doen om het te voorkomen. Nolan ontdekt dat Padma met The Initiative meewerkte omdat ze haar vader gevangen houden. Victoria lokt Helen uit haar schuilplaats door Daniel documenten te geven over de rol van The Initiative in de crash van vlucht 197, terwijl Helen meekijkt via een verborgen camera. Helen bezoekt Victoria in haar landhuis en bedreigt haar, maar Victoria schiet haar dood. Jack wil Conrad zijn lening terugbetalen met geld dat hij en Amanda van Emily hebben gekregen, maar Conrad vertelt dat hij de bar heeft gekocht en er lucratieve plannen mee heeft. Amanda luistert het gesprek af, en dwingt Conrad de bar terug te verkopen aan Jack door een video van Emily’s laptop te laten zien die zijn schuld in het ongeluk met vlucht 197 laat zien. Wanneer Nate Ryan dit hoort besluit hij “dit probleem op te lossen”. Jack en Amanda trouwen, en vertrekken met Jacks zeilboot op huwelijksreis. Declan probeert hen die avond te bereiken maar dan blijkt dat de radiokabel wordt doorgeknipt door Nate, die aan boord is geslopen en zich verstopt terwijl Jack en Amanda aan dek zijn. |              |                     |                                  |                               |  |
| 36 (2-14) | Sacrifice    | Stephen Schwartz    | Mark B. Perry & Joe Fazzio       | 17 februari 2013              |  |
| De Graysons proberen Amanda op te laten draaien voor de moord op Helen, zodat The Initiative niet weet dat Victoria haar heeft gedood. Padma eist bewijs dat haar vader nog leeft van The Initiative, en ze sturen haar een van zijn vingers. Jack en Amanda, die onder schot worden gehouden door Nate, weten hem op te sluiten in de kajuit en proberen met de reddingsboot te ontsnappen. Nate schiet door de deur heen en raakt Jack, waarop Amanda besluit met hem af te rekenen. Ze helpt de gewonde Jack in de reddingsboot, maar laat hem dan alleen afdrijven om hem te redden. Emily en Nolan zijn er inmiddels ook achter dat Nate aan boord van de “Amanda” is en zijn al met een boot op weg om hen te zoeken. Ze vinden de reddingsboot met Jack en Nolan brengt hem naar het ziekenhuis. Emily gaat Amanda helpen en samen vechten ze met Nate, totdat een kogel die de brandstoftank raakt de boot laat ontploffen. Emily kan op tijd wegkomen, maar Amanda raakt zwaargewond. Ze sterft in Emily’s armen. |              |                     |                                  |                               |  |
| 37 (2-15) | Retribution  | Helen Hunt          | Nikki Toscano & Elle Triedman    | 10 maart 2013                 |  |
| Door het verlies van Amanda is Emily meer gezind op wraak dan ooit. Jack weet dat Conrad achter de moord op Amanda zit, maar doet alsof hij niets weet. Hij vindt Emily’s laptop (met het belastende bewijs tegen de Graysons), maar weet het wachtwoord niet. Wel komt hij erachter dat Amanda en Emily elkaar al veel langer kennen en beste vriendinnen waren. Emily steelt de laptop terug en gooit hem in zee. Ze wijzigt haar plannen, gevangenisstraf voor de Graysons is niet meer genoeg voor haar. The Initiative blijft Helens dood onderzoeken. Nolan geeft zijn geheime programma, Carrion, aan Padma om aan The Initiative te geven en haar vader te redden. Op Amanda’s begrafenis ontmoet Emily een donkere jongeman die claimt de broer van Amanda Clarke te zijn. |              |                     |                                  |                               |  |
| 38 (2-16) | Illumination | Bobby Roth          | Michael Foley & Sallie Patrick   | 17 maart 2013                 |  |
| De Graysons richten een stichting op in Amanda’s naam, maar Jack vertrouwt de zaak niet. Hij wordt steeds depressiever wanneer hij erachter komt hoe weinig hij eigenlijk van Amanda wist, en ook dat Emily dingen voor hem achtergehouden heeft. Emily’s pleegbroer, die ze 14 jaar geleden voor het laatst gezien heeft, duikt op en wordt door Victoria gevraagd haar te helpen met haar stichting. Hij komt erachter dat Emily eigenlijk Amanda Clarke is, en ze betaalt hem een flinke som geld om zich stil te houden en te vertrekken. Dan doneert hij het geld dat hij van Emily heeft gekregen aan de Amanda Clarke stichting, en besluit om voorlopig in The Hamptons te blijven. Daniel vertelt Emily dat de Graysons de zogenaamde Amanda Clarke stichting gebruiken om geld achter de hand te hebben mocht er iets gebeuren. Emily en Nolan willen Carrion gebruiken om al het geld uit de stichting te halen, maar komen er dan achter dat een meester-hacker, die de Graysons hielp om David Clarke veroordeeld te krijgen, weer voor hen werkt en een manier heeft gevonden om Carrion te dwarsbomen. |              |                     |                                  |                               |  |
| 39 (2-17) | Victory      | Colin Bucksey       | Dan Dworkin & Jay Beattie        | 24 maart 2013                 |  |
| Nolan en Emily bedenken een plan om The Initiative te slim af te zijn wanneer Padma hen Carrion gaat geven om haar vader veilig terug te krijgen, maar dat loopt fout. Padma wordt meegenomen en ze verliezen contact met haar. Emily en Eli brengen een bezoek aan Amanda’s oude pleegtehuis, dat nog steeds gerund wordt door dezelfde vrouw, Meredith Hayward. Toen Eli en Amanda daar vroeger zaten, in afwachting van adoptie, heeft Amanda brand gesticht en Meredith vertelt hen dat alle spullen die van Amanda waren, waaronder een aantal brieven, in de brand verloren zijn gegaan. Victoria kiest het pleeghuis van Meredith Hayward om geld te geven vanuit het Amanda Clarke Fonds, en tijdens de officiële overhandiging van de cheque onthult Eli dat ze een verschrikkelijke pleegmoeder was, die het geld voor zichzelf gebruikte en de kinderen in de kelder liet wonen en ze regelmatig opsloot in een hok. Hierop onthult Meredith dat híj degene was die de brand stichtte, en Amanda de schuld liet krijgen. Eli wordt door Victoria ontslagen en hij legt aan Emily uit dat hij de brand stichtte zodat ze bij elkaar zouden blijven. Hij zorgt ervoor dat Emily te weten komt dat de brieven van haar vader aan Mason Treadwell zijn verkocht. Wanneer ze hem opzoekt in de gevangenis komt ze erachter dat Victoria nog een zoon heeft, die opgenomen is in het pleegsysteem. Victoria probeert intussen Emily en Daniels relatie op te breken. Jack blijft de gebeurtenissen op de boot onderzoeken en stuit op een geluidsopname die Conrads betrokkenheid verraadt. Om in zijn buurt te blijven helpt hij vervolgens Conrad met het winnen van stemmen van “het normale volk”. Naar Emily toe blijft hij afstandelijk. |              |                     |                                  |                               |  |
| 40 (2-18) | Masquerade   | Allison Liddl-Brown | Sunil Nayar & JaSheika James     | 31 maart 2013                 |  |
| Een aantal weken later. In zijn plannen voor Conrad vindt Jack een bondgenoot in Ashley. Aiden lokt The Initiative uit de tent en dwingt vervolgens Mr. Trask hem naar Padma en haar vader te brengen. Zij werden diezelfde dag vermoord. Aiden wurgt Mr. Trask, als wraak voor Padma en zijn eigen zus. Een gebroken Nolan wordt verdacht van de moord op Padma. Emily heeft de afgelopen weken Victoria gek gemaakt met het sturen van kaartjes afkomstig van haar weggegeven zoon. Op het grote Halloween feest van de Graysons brengt ze de genadeslag met een huup trucs en Victoria valt flauw. Ze vertelt uiteindelijk Conrad over de kaartjes en haar eerste zoon, maar zegt dat ze abortus heeft laten plegen. Later zien we dat dit niet waar is, wanneer Victoria de non bezoekt aan wie ze haar kind gaf om de adoptie te regelen. Ze wordt verzekerd dat het kind niet kan weten wie zijn moeder is. Aan het eind van de aflevering zien we Emily dezelfde non bezoeken met het verhaal dat ze zwanger is en haar hulp nodig heeft. |              |                     |                                  |                               |  |
| 41 (2-19) | Identity     | Charlie Stratton    | Joe Fazzio & Ted Sullivan        | 28 april 2013                 |  |
| Victoria’s leugen dat ze een abortus heeft gehad komt uit, net als de waarheid dat ze haar zoon heeft afgestaan ter adoptie om zelf in Europa naar school te kunnen gaan. Dit alles gebeurt tijdens een live Nightline-interview. Ashley pretendeert Conrad te helpen met zijn geschade imago, terwijl ze stiekem met Jack samenwerkt. In datzelfde interview zegt Emily dat ze graag bij de Grayson familie wil horen, wat haar relatie met Jack verslechtert omdat de Graysons verantwoordelijk zijn voor Amanda’s dood. Daniel blijft Aiden wantrouwen, en Mr. Takeda wil dat Aiden teruggaat naar Japan. Charlotte krijgt een nieuwe vriendin die haar terugleidt naar haar oude feestleven, weg van Declan. Nolan verslaat de Falcon met een videogame, en ze doet wat klussen voor hem. Hierdoor weet Nolan haar computer te hacken en hij steelt de informatie over David Clarke en de Graysons. Vervolgens laat hij haar door de politie oppakken voor hacken. Nu de Falcon weg is, komt Victoria naar Nolan toe om haar te helpen met het vinden van haar zoon. In ruil daarvoor biedt ze hem alle aandelen die Grayson Global heeft in zijn bedrijf Nolcorp. |              |                     |                                  |                               |  |
| 42 (2-20) | Engagement   | John Terlekey       | Elle Triedman & Salle Patrick    | 5 mei 2013                    |  |
| Emily en Daniel verloven zich en zijn van plan zich na hun huwelijk in Parijs te vestigen. Daniel wil hierom zijn trustfund, dat in de Amanda Clarke Foundation zit, hebben en na enige tegenstrubbelingen gaat Conrad akkoord. Takeda wil Aiden nog steeds terug hebben naar Japan en uit Emily’s buurt. Dus stuurt hij documenten naar Daniel die aan het licht brengen dat Aidens vader de man was die de bom aan boord legde van vlucht 197. Aiden wordt ontslagen, en vraagt Nolan hem te helpen al het geld uit de Amanda Clarke Foundation te halen nu hij nog toegang heeft, en de Graysons geheel failliet te laten gaan. Hij wil Emily laten stoppen met haar wraak plan, omdat hij zegt dat het haar alleen maar zal laten lijden. Emily en Daniel geven een verlovingsfeestje in Emily’s huis. Victoria en Emily hebben een intens gesprek. Takeda komt langs en vertelt Emily dat Aiden verwijderd wordt uit haar missie en haar leven. Later komt Aiden met Takeda in diens huis in een gevecht terecht, wanneer hij erachter komt dat Takeda een eigen reden heeft om Emily’s missie te laten slagen. In het gevecht doodt hij Takeda. Ashley en Jack bedenken een plan om Conrads campagne neer te halen en Jack geeft een foto aan Victoria van Conrad met de vrouw van gouverneur Stoddard, Allison. Victoria gaat met haar praten en komt erachter dat zij samen met Conrad de campagne van haar eigen man saboteert omdat hij een hartziekte heeft, en zijn termijn als gouverneur niet zou overleven. De kranten komen hiervan te weten en Conrad is de nieuwe favoriet om de verkiezingen te winnen. Nolan bezoekt de Falcon in de gevangenis en wil van alles van haar weten over Victoria’s zoon, de bankaccount van de Amanda Clarke Foundation en wat The Initiative met Carrion wil gaan doen. Ze antwoordt in een raadsel dat Nolan moet zien op te lossen. Charlotte en Regina blijven maar feesten, en net wanneer Declan haar wil komen halen wordt een kotsende Charlotte gearresteerd voor minderjarig drinken. Terwijl Daniel zijn verlovingsfeest verlaat om haar borg te betalen gaan Regina en Declan naar een pinautomaat om geld voor haar borg te pinnen. Charlotte vertelt Daniel dat ze zwanger is van Declan. Emily komt erachter dat Nolan en Aiden de bankaccount van de Foundation willen gaan hacken en probeert ze tegen te houden, maar is te laat. Niet lang daarna ontstaat er een stroomuitval door heel Manhattan, en Nolan herkent hierin de hand van The Initiative die Carrion gebruikt. |              |                     |                                  |                               |  |
| 43 (2-21) | Truth Part 1 | Randy Zisk          | Michael Foley & Nikki Toscano    | 12 mei 2013                   |  |
| De black-out treft Manhattan en Victoria is bij Jack in de Stowaway en pretendeert hem te willen helpen met wraak op Conrad. Maar in plaats van hem te helpen vertelt ze Conrad over Jack en Ashley’s plannen. Emily en Nolan vinden Takeda’s lichaam, en Emily weet dat AIden het gedaan heeft. Hij vertelt haar dat Takeda haar altijd gebruikt heeft voor zijn eigen wraakplan; zijn verloofde zat in het vliegtuig van vlucht 197. Regina en Declan zitten nog vast in de ruimte met de pinautomaat en Declan komt erachter dat Regina verliefd is op Charlotte. Regina stopt stiekem geld in Declans zak en zorgt voor wat blauwe plekken om Charlotte te laten geloven dat Declan geen goede jongen is. Victoria komt achter Charlottes zwangerschap. Daniel probeert Aiden gearresteerd te krijgen. Emily en Nolan komen erachter dat Conrad een bomaanslag voorbereidt in het nagenoeg lege Grayson Global gebouw, om de kiezers te kunnen laten zien hoe goed hij reageert op een crisissituatie. Conrad lokt Jack het gebouw in zodat hij om zal komen, met een berichtje van Ashley’s telefoon dat Emily’s computer met het belastende bewijs tegen Conrad bij Grayson Global ligt. Emily weet dat dit een list is omdat ze de laptop vernietigd heeft, probeert op tijd te komen om Jack te redden. Terwijl Conrad zijn speech houdt, met Daniel en Victoria naast zich, krijgt iedereen in Manhattan hetzelfde sms'je: “Long live David Clarke”. De bom gaat af. |              |                     |                                  |                               |  |
| 44 (2-22) | Truth Part 2 | J. Miller Tobin     | Mike Kelley & Mark B. Perry      | 12 mei 2013                   |  |
| Na de bomaanslag ziet Emily iemand onder het puin liggen maar ze wordt weggehaald door reddingswerkers. Het blijkt niet Jack te zijn maar Declan, die naar het ziekenhuis wordt gebracht. Jack confronteert Nolan met de vraag hoe hij van de aanslag wist. Conrad maakt een goede indruk met zijn professionele leiding in het getroffen gebied. Emily haalt Jack over dat het ‘t beste is als men voorlopig denkt dat hij dood is, en smokkelt hem het ziekenhuis in om met Declan te kunnen praten. Declan vertelt Jack van de zwangerschap en moet dan geopereerd worden aan zijn hart. Nolan blijft wachten tot hij terugkomt. Wanneer Jack terugkomt ziet hij een huilende Nolan naast een leeg bed; Declan is gestorven. Aiden, die weet dat de black-out op zijn naam komt te staan, probeert te vluchten maar wordt door de FBI bij de Canadese grens opgepakt. Toch wordt hij later vrijgelaten, omdat de Falcon de FBI heeft verteld dat Nolan achter alles zit, als vriend en beschermeling van David Clarke. Een - duidelijk geforceerde - opname van Padma vertelt dat Nolan zélf The Initiative is. Nolan realiseert zich dat dit vanaf het begin het plan van The Initiative was. Victoria komt op haar beurt tot de volgende schokkende conclusie: The Initiative bestaat niet. Het blijkt een geheime groep zakenmensen te zijn die rampen creëren om er vervolgens financieel van te kunnen profiteren. Conrad heeft is dus zelf verantwoordelijk voor vlucht 197, de valse beschuldiging van David Clarke en de bomaanslag op Grayson Global. Ook Daniel wil niets meer met Conrad te maken hebben wanneer hij achter dit laatste feit komt. Declans dood laat Jack door het lint gaan; hij steelt een pistool in Grayson Manor, en houdt Victoria onder schot. Hij besluit haar te laten leven met de schuld die op haar schouders ligt en vertrekt om Conrad neer te schieten. Charlotte komt thuis en Victoria besluit haar nog niets te vertellen over Declans dood. Intussen vindt Daniel Aiden in Emily’s huis. Ze vechten en Aiden wint. Hij zegt Daniel te laten gaan, als hij bij Emily weg blijft. Daniel ziet ineens Emily’s pistool binnen zijn handbereik liggen. Even later zien we hem arriveren bij Conrad, die zijn overwinningsspeech houdt nu hij officieel gekozen is tot gouverneur. Er zit bloed aan de mouw van zijn overhemd, wat suggereert dat hij Aiden heeft neergeschoten. Victoria zit alleen thuis en bekijkt de speech op televisie als de bel gaat en haar verloren zoon, Patrick, ineens voor de deur staat. Emily vindt eindelijk Jack, die vanaf een donker balkon een pistool op Conrad gericht houdt. Ze wil hem tegenhouden maar Jack zegt dat dit niets met haar te maken heeft en ze weg moet gaan. Dan zegt Emily, die na Declans dood haar eigen missie in twijfel trekt, dat het juist alles met haar te maken heeft. Ze stapt voor hem en vraagt hem echt goed naar haar te kijken. Dan zegt ze: “Ik ben Amanda Clarke”. |              |                     |                                  |                               |  |

## Seizoen 3 (2013)
| Nr. | Titel       | Regisseur           | Schrijver(s)                        | Uitzenddatum Verenigde Staten |  |
| --- | ----------- | ------------------- | ----------------------------------- | ----------------------------- |  |
| 45 (3-01) | Fear        | Kenneth Fink        | Sunil Nayar                         | 29 september 2013             |  |
| De zomer in de Hamptons begint en Emily Thornes missie voor wraak is nieuw leven ingeblazen. Jack komt terug naar The Hamptons en geeft Emily een ultimatum nu hij weet dat zij Amanda Clarke is. Hij zegt niets meer voor haar te voelen. Conrad lijdt aan een ziekte en Ashley Davenport wordt verbannen uit de Hamptons door Victoria en Emily, die voor één keer samenwerken. Patrick, Victoria’s eerste zoon is bij de Graysons en vooral Charlotte, die een miskraam heeft gehad, heeft het daar moeilijk mee. Een blik in de toekomst verraadt dat de bruiloft van Emily kan eindigen in haar dood. |             |                     |                                     |                               |  |
| 46 (3-02) | Sin         | John Scott          | Joe Fazzio                          | 6 oktober 2013                |  |
| Nadat Emily hem verraden heeft is Aiden van plan haar te vernietigen en hij gaat samenwerken met Victoria. Charlotte was uit huis gegaan, maar komt terug om Conrad bij te staan met zijn ziekte (de ziekte van Huntington), totdat ze erachter komt dat hij van tevoren wist van de bom die Declan doodde. Emily’s volgende slachtoffer in haar missie om wraak is Paul Whitley, een voormalige hooggeplaatste bij Grayson Global. De man is echter een bekeerde priester geworden. Vertrouwt Emily zijn reformatie? Victoria laat Patrick nu openlijk voorstellen als haar zoon. Margaux, een Franse zakenvrouw, komt met een voorstel voor Daniel. |             |                     |                                     |                               |  |
| 47 (3-03) | Confession  | Matt Earl Beesley   | Sallie Patrick                      | 13 oktober 2013               |  |
| Nolan is vrijgelaten en keert terug naar The Hamptons. Hij geeft een housewarmingparty waar een onverwachte gast, Aiden, opduikt aan de zijde van Victoria. Dit leidt tot een immense, publiekelijke confrontatie tussen Emily en Victoria. Ook Margeaux, die geïnteresseerd is in Nolans verhaal is op het feest, met Jack als haar date. Victoria vertelt Daniel dat Emily Nolans huis voor hem gekocht heeft, en Daniel begint te twijfelen aan Emily’s oprechtheid. Emily verandert haar plannen voor eerwaarde Paul; ze wil hem gebruiken om een volledige bekentenis van Conrad af te dwingen. Aiden blijkt toch aan Emily’s kant te staan en werkt in het geheim met haar samen. |             |                     |                                     |                               |  |
| 48 (3-04) | Mercy       | J. Miller Tobin     | Karin Gist                          | 20 oktober 2013               |  |
| Wanneer Conrad met eerwaarde Paul besluit mee te gaan om zijn zonden te belijden en een bekentenis af te geven, verongelukken ze met de auto. Paul sterft, Conrad overleeft het ongeluk. Nu Emily’s wraakplan mislukt, krijgt ze hulp uit onverwachte hoek om erachter te komen wat er mis ging. Nolan wil alles weten van Patrick, over zijn verleden en waar hij vandaan komt. Hij spreekt af met zijn ex-vrouw. Intussen beseft Victoria dat ze haar eigen toekomst financieel zeker moet stellen en koopt een galerij. Conrad komt erachter dat hij helemaal geen Huntingtons heeft, en dat hij consistent gedrogeerd werd om het zo te laten lijken. Alleen de kijker weet dat Emily daarvan de schuldige is. |             |                     |                                     |                               |  |
| 49 (3-05) | Control     | Allison Liddl-Brown | Ted Sullivan                        | 27 oktober 2013               |  |
| Wanneer Aiden erachter komt dat Emily nog steeds iets voelt voor Jack en dat Jack weet wie zij werkelijk is, zorgt Aiden ervoor dat het lijkt alsof Jack degene is achter Conrads ongeluk. Hij komt Jack vervolgens waarschuwen dat hij de stad uit moet. Emily doet alles om Jack te helpen en brengt meer tijd met hem door dan met haar verloofde, wat Daniel achterdochtig maakt. Nolan en Patrick beginnen een relatie, maar Patrick wordt kwaad wanneer hij erachter komt dat Nolan in zijn verleden is gaan spitten. Wanneer Daniel tijdens het lanceringsfeestje van het magazine Voulez aan Emily vertelt dat hij niet meer zeker weet of hij met haar wil trouwen, weet Emily dat ze drastische maatregelen moet nemen. |             |                     |                                     |                               |  |
| 50 (3-06) | Dissolution | Bobby Roth          | Gretchen J. Berg & Aaron Harberts   | 3 november 2013               |  |
| Als Emily erachter komt dat Patrick en Nolan een relatie hebben, waarschuwt ze Nolan dat Patrick slecht nieuws is. Zij weet dat hij in feite degene was die het ongeluk van Conrad veroorzaakte. Wanneer ook Jack Nolan hetzelfde vertelt stemt Nolan toe. Charlotte helpt Jack met het opnieuw inrichten van de Stowaway, en wanneer ze met Daniel een taart wil halen om de make-over te vieren, komen ze Sara tegen, de ex van Daniel die destijds zwaargewond raakte bij een ongeluk dat Daniel veroorzaakte. Ze is flink afgezet door Daniels ouders en hun advocaten, ze heeft te weinig geld gekregen voor haar herstelperiode en moet hard werken om rond te komen. Charlotte ziet, dat hoewel Sara Daniel haat er ook nog aantrekkingskracht tussen de twee is en ze zet zich in om hen te koppelen, nu ze Emily niet meer kan luchten of zien. Wanneer Conrad aankondigt dat Grayson Manor verkocht wordt, zet Emily alles op alles om dat te voorkomen, wat haar ook lukt. Jack vertelt Conrad dat Patrick degene was die hem probeerde te vermoorden om Patrick uit de buurt van Nolan te krijgen. Victoria beseft dat ze Patrick veilig moet houden door hem ver weg te sturen, wat haar hart breekt. Emily beseft dat ze iets moet doen om Nolan en Jack aan haar kant te houden en onthult haar plan: op 8 augustus, haar bruiloft, wil ze Victoria laten opdraaien voor de moord op haarzelf. Zij zal met Aiden voor altijd verdwijnen. |             |                     |                                     |                               |  |
| 51 (3-07) | Resurgence  | John Scott          | Christopher Fife                    | 10 november 2013              |  |
| Charlotte geeft Sara een baan bij de Stowaway, en Daniel vraagt of ze zijn bruidstaart wil maken. Conrad huurt Bizzy Preston in om het Grayson imago weer op te krikken, maar Nolan heeft nog een appeltje met haar te schillen door een gebeurtenis uit zijn verleden. Jack worstelt met het loslaten van zijn overleden vrouw, om verder te kunnen met Margeaux. Uiteindelijk doet hij zijn trouwring af en neemt afscheid bij Amanda’s graf. Daniel en Sara spenderen veel tijd samen en groeien steeds dichter naar elkaar toe. Emily beseft dat ze iets moet doen om haar verloofde niet kwijt te raken. Victoria ziet ook de waarde van Sara in en brengt haar een bezoek. |             |                     |                                     |                               |  |
| 52 (3-08) | Secrecy     | Colin Bucksey       | Sallie Patrick & JaSheika James     | 17 november 2013              |  |
| Nadat Emily Sara heeft gesproken wil Sara niet doorgaan in haar relatie met Daniel en daarin ook haar hulp aan Victoria. Charlotte vraagt Aiden om hulp wanneer haar telefoon is gestolen en zo gechanteerd wordt. Victoria organiseert een pre-bruiloftsfeestje voor Emily en Daniel, en is van plan hun verloving te verbreken. Ze laat een, tot nu onbekende, ex-man van Emily langskomen. Maar wanneer blijkt dat Emily hem alleen trouwde zodat hij in Amerika kon blijven met de man die hij liefhad, mislukt Victoria’s plan. Conrad laat, traditioneel getrouw, het geheime landhuis van alle generaties Grayson mannen aan Daniel zien, waar hij na zijn huwelijk ongestoord zijn minnaressen mee naartoe kan nemen. Wanneer Daniel besluit om verder te gaan met Sara, is Emily hem voor; ze vertelt hem dat ze zwanger is. Margaux wil een verhaal schrijven over Conrad, en ontmoet op een afgelegen plek de tot nu toe dood gewaande Lydia Davis. |             |                     |                                     |                               |  |
| 53 (3-09) | Surrender   | Jennifer Getzinger  | Joe Fazzio                          | 8 december 2013               |  |
| De voorbereidingen voor het huwelijk van het jaar zijn in volle gang en Emily's plan lijkt perfect te werken. Margeaux wil informatie van Lydia over David Nolan, maar eindigt hun overeenkomst als ze hoort dat Lydia weer met Conrad samen is. Emily lekt expres het nieuws van haar zwangerschap uit om Daniel bij haar te houden, aangezien hij Sara moeilijk kan laten gaan. Emily zorgt dat er sporen van pistoolschoten op Victoria's armband zitten en Jack vertelt Margeaux waarom ze Conrad niet moet onderzoeken. Lydia vindt de foto terug van Emily als serveerster op een feest van de Graysons jaren geleden. En op de avond voor de bruiloft komt Victoria langs bij Emily en zegt dat ze niet naar de bruiloft zal komen. Nu kan Emily haar ook niet de schuld geven van haar eigen moord. |             |                     |                                     |                               |  |
| 54 (3-10) | Exodus      | Kenneth Fink        | Sunil Nayar & Karin Gist            | 15 december 2013              |  |
| Emily zet Conrad in om Victoria toch op de bruiloft te krijgen. Hij haalt Patrick terug en zij stemt er uiteindelijk mee in om in ruil voor deze daad mee te gaan, als is het maar alleen voor Daniel. Emily neemt afscheid van Jack en vertelt hem dat Amanda stierf in haar armen; wat hem woedend maakt omdat ze dat nu pas vertelt. Lydia laat Emily de foto zien van het feest en eist het strandhuis terug, waar Emily mee instemt. De bruiloft verloopt vervolgens vlekkeloos, maar Daniel drinkt wel erg veel en probeert zelfs Sara te bellen. Conrad maakt bekend dat hij weer samen is met Lydia en dat ze meegaat op de familie huwelijksreis op het jacht. Emily's plan is om te zorgen dat Victoria opgesloten wordt door Aiden in de badkamer, en in die tijd twee schoten te lossen, bloed op het dek te verspreiden en overboord te springen. Dan zal Aiden Victoria weer vrijlaten en zelf ook ongezien overboord duiken, zodat Victoria geen alibi heeft en schotresten op haar armband. Maar wanneer het jacht afvaart en Emily op Victoria's jurk morst zodat ze zich beneden afzondert, volgt Lydia haar en laat haar de foto van Emily/Amanda zien. Victoria gaat naar boven, waar Emily al op het dek staat en confronteert haar dat ze achter Daniels geld aanzit en ook niet zwanger is. Emily geeft toe dat ze inderdaad niet zwanger is en Aiden grijpt Victoria van achter en gebruikt chloroform om haar buiten westen te krijgen en naar beneden te dragen. Maar een dronken Daniel heeft net een telefoontje gehad dat Sara een zelfmoordpoging heeft gedaan en stond aan dek en heeft alles gehoord. Hij pakt het pistool dat Emily had klaargelegd en eist een verklaring van haar leugens. Dan schiet hij haar twee keer in haar buik en Emily valt overboord. Hij schrikt zichtbaar van zijn daad, gooit het pistool achter haar aan en gaat weer naar beneden, waar inmiddels alarm geslagen wordt dat er iemand overboord is gevallen. Emily is spoorloos. Jack wacht op het strand waar Emily en Aiden hebben afgesproken om afscheid te nemen zonder woede, maar alleen Aiden komt daar aan. Als ze zien dat Emily er niet is weten ze dat er iets niet klopt. Dan spoelt haar trouwjurk aan met bloedvlekken erin. |             |                     |                                     |                               |  |
| 55 (3-11) | Homecoming  | Matt Earl Beasly    | Ted Sullivan                        | 5 januari 2014                |  |
| Emily heeft haar schotwonden overleefd en wordt wakker in het ziekenhuis waar ze wordt bezocht door Daniel. Hij is doodsbang voor haar onthullingen maar het blijkt dat ze zich niets meer kan herinneren, zelfs niet wie ze is. Charlotte probeert haar geheugen op te frissen en Emily zegt dat David Clarke haar vader was. Aiden probeert haar uit het ziekenhuis te halen omdat ze in gevaar is bij de Graysons, maar ze herkent hem niet en weigert mee te gaan. Daniel bekent aan zijn moeder dat hij Emily neerschoot en zij gaat met deze informatie naar Conrad, en overtuigt hem dat ze Lydia als zondebok moeten offeren zodat Daniel vrijuit gaat. Patrick ontdekt de "Infinity box" bij Nolan thuis en vertelt Victoria ervan. Wanneer Jack Emily bezoekt herinnert ze zich ineens alles weer en ze vertelt Jack dat Daniel haar neerschoot. |             |                     |                                     |                               |  |
| 56 (3-12) | Endurance   | Sanford Bookstaver  | Sallie Patrick                      | 12 januari 2014               |  |
| Victoria regelt dat Emily in Grayson Manor revalideert zodat ze haar in de gaten kan houden. Niko, Takeda's dochter die duidelijk een geschiedenis met Aiden heeft, is de persoonlijke verpleegster van Emily en wil dat ze haar wraakplannen weer oppakt. Eerst wil Emily er niets meer van weten, maar wanneer ze erachter komt dat de schotwonden ervoor hebben gezorgd dat ze geen kinderen kan krijgen, bedenkt ze zich en zint (opnieuw) op wraak. Ze beëindigt haar relatie met Aiden, die troost zoekt bij Niko. Patrick steelt de "Infinity box" van Nolan en geeft hem aan Victoria, maar Nolan heeft de inhoud vervangen met "bewijs" dat Emily vanaf het begin achter Daniel aan zat om zijn geld en status. Emily kondigt vervolgens publiekelijk aan dat Lydia haar heeft neergeschoten, en in een confrontatie met Daniel en Victoria maakt ze duidelijk dat ze in de Grayson familie wil blijven, of anders zal de wereld weten dat Daniel haar neerschoot. |             |                     |                                     |                               |  |
| 57 (3-13) | Hatred      | John Terlesky       | Gretchen J. Berg & Aaron Harberts   | 19 januari 2014               |  |
| Daniel begint een affaire met Sara, openlijk in Emily's bijzijn om haar te kwetsen en jaloers te maken. Patrick krijgt antwoorden van Victoria over zijn vader, nadat ze hem tegenkomen in een bar en Victoria compleet overstuur is. Ze vertelt Patrick dat hij haar heeft verkracht. Emily komt erachter dat Niko en Aiden een relatie hebben. Na een mysterieuze black-out is ze ineens bij hem. Nadat Conrad weg is van Grayson Manor, neemt hij wraak op Daniel. Nadat Emily Sara's moeder erbij haalt, verlaat Sara Daniel. Later krijgt Emily weer een black-out. Als ze wakker wordt ligt ze in een hotelbed en Conrad loopt binnen. Het lijkt erop dat ze met hem naar bed is geweest. Aiden wil intussen Niko op het verkeerde spoor zetten wat de moordenaar van haar vader betreft, en laat haar een nepspoor richting Moskou volgen. Vlak voordat ze vertrekt, vindt ze onder Aidens bed de katana (het zwaard) van haar vader. Ze weet nu dat Aiden hem vermoord heeft. In de laatste scène zien we Conrads ex-vrouw, op weg naar Grayson Manor. |             |                     |                                     |                               |  |
| 58 (3-14) | Payback     | Romeo Tirone        | Sunil Nayar & Christopher Fife      | 9 maart 2014                  |  |
| Emily krijgt telkens black-outs waarin ze dingen doet die ze zich niet herinnert. Onder andere een scheiding aanvragen en samenwerken met Conrad en Stevie. Daniel organiseert een feest voor Charlottes 19e verjaardag. Patrick heeft de galerie in brand gezet en huurt zijn biologische vader in om het pand te restaureren, zodat hij hem kan vermoorden. Jack en Margeaux willen samenwonen en zoeken een huis. Niko weet nu dat Aiden haar vader vermoord heeft en wil wraak op hem nemen, maar Emily weet haar van gedachten te doen veranderen. Stevie onthult aan Jack dat zij zijn moeder is. |             |                     |                                     |                               |  |
| 59 (3-15) | Struggle    | Chris Misiano       | Michael J. Cinquemani               | 16 maart 2014                 |  |
| Emily is bang dat haar black-outs betekenen dat ze dezelfde psychische ziekte heeft als haar moeder, maar Aiden helpt haar een kijkje in haar binnenste te nemen en de woede die ze heeft jegens haar vader onder ogen te komen, zodat ze erachter komt wat de echte oorzaak is. Nolan spant voor één keer samen met Victoria om Patrick weg uit de Hamptons te krijgen, zodat hij veilig is. Daniel huurt een detective om Emily te volgen, die hem een foto laat zien van haar en Aiden die zoenen. Stevie legt haar verleden uit aan Jack, die besluit haar een tweede kans te geven als zijn moeder. Emily komt erachter dat Stevie haar vader heeft bezocht in de gevangenis en wil erachter komen waarom. |             |                     |                                     |                               |  |
| 60 (3-16) | Disgrace    | Matt Shakman        | Shannon Goss                        | 23 maart 2014                 |  |
| Daniel wil een scheiding op basis van de foto's van Emily en Aiden. Maar wanneer Emily de grote som geld weigert die hij daarbij aanbiedt, begint Victoria zich af te vragen wat Emily echt wil. Het nieuws van de neppe zwangerschap van Emily lekt uit naar de media en Victoria gebruikt dit om Emily publiekelijk te vernederen. Maar later blijkt dat Emily de info zelf gelekt heeft om de Graysons te doen geloven dat ze macht over haar hebben. Nolan heeft een logee, een hacker die net uit de gevangenis komt. Wanneer blijkt dat Pascal iets met David Clarkes zaak te maken heeft biedt Jack aan Emily te helpen zolang Margeaux erbuiten gehouden wordt. Conrad wil een zakelijke deal maken met Pascal in ruil voor Victoria. |             |                     |                                     |                               |  |
| 61 (3-17) | Addiction   | Tara Nicole Weyr    | Joe Fazzio                          | 30 maart 2014                 |  |
| Emily wil Pascal als bondgenoot hebben, maar hij spant samen met Victoria. Stevie heeft moeite om van de drank af te blijven na een persoonlijk moment met Conrad. Daniel vraagt Charlotte om te helpen met de aanval op Emily's vrienden en ze wil helpen op één voorwaarde: Jack blijft buiten schot. Daniel houdt zijn woord niet en zaait tweedracht tussen Margeaux en Jack door te insinueren dat Jack gevoelens heeft voor Emily. Nolans hacker vriend Javier gaat achter Charlotte aan en Aiden vindt bewijs dat Pascal gelinkt is aan zijn vaders' dood. |             |                     |                                     |                               |  |
| 62 (3-18) | Blood       | Wendey Stanzler     | Karin Gist                          | 6 april 2014                  |  |
| Victoria maakt een deal met Mason Treadwell: informatie over Emily in ruil voor zijn vrijlating. Dan wordt Mason vergiftigd en doodverklaard, maar dat blijkt Emily in scène gezet te hebben om te zorgen dat haar geheim bewaard blijft. Daniel blijft Jack en Margeaux' relatie saboteren en Jack neemt zijn moeder mee terug naar LA. Aiden en Emily gaan op bezoek bij Aidens moeder om te proberen een connectie tussen Pascal en zijn vader te vinden, en informatie over ene Oscar Chapman. Conrad verklaart de oorlog aan Pascals bedrijf. Mason Treadwell vertelt aan Nolan dat Oscar Chapman een journalist is die zijn eigen dood in scène heeft gezet. |             |                     |                                     |                               |  |
| 63 (3-19) | Allegiance  | Jennifer Wilkinson  | Ted Sullivan                        | 13 april 2014                 |  |
| Luke Gilliam, een voormalige werknemer van Grayson Global komt naar de Hamptons. Ook hij had een rol in de samenzwering tegen David Clarke en Jack helpt Emily om hem uit te schakelen. Daardoor krijgt ze bewijs in handen dat Conrad haar vader oplichtte, maar voor Victoria zijn nu ook Emily's ware motieven duidelijk: wraak voor David Clarke. Aiden vindt Oscar Chapman die wel mee wil werken en vertelt dat Pascal zijn vader heeft vermoord, maar Chapman wordt vervolgens zelf vermoord door Pascal. Charlotte haalt Javier over het product wat hij met hulp van Nolan maakte te verkopen aan Daniel en Margeaux, wat Nolan woedend maakt en de oorlog aan Daniel doet verklaren. Jack verbreekt zijn relatie met Margeaux. |             |                     |                                     |                               |  |
| 64 (3-20) | Revolution  | Christopher Moore   | Sunil Nayar & Michael J. Cinquemani | 27 april 2014                 |  |
| Pascal vraagt Victoria ten huwelijk maar wordt niet veel later ontvoerd door Emily, die voordoet Rebecca Stone van Homeland Security te zijn. Ze dwingt hem haar te helpen in haar zaak tegen de Graysons, en Pascal gaat akkoord om een microfoontje te dragen zodat hij een bekentenis van Conrad kan opnemen in ruil voor bescherming voor Victoria. Victoria vindt het visitekaartje van Agent Stone en vertelt Daniel dat Pascal misschien met de FBI in contact is. Daniel vertelt dit aan Conrad. Tijdens de Launch Party voor MyClone benoemt Pascal Margeaux als zijn opvolger. Vervolgens wil hij op het dak een bekentenis uitlokken van Conrad, maar die weet hem te vermoorden voordat Emily iets kan doen. Hij weet te regelen dat het een ongeluk lijkt en Victoria is er kapot van. Charlotte wordt ontvoerd. |             |                     |                                     |                               |  |
| 65 (3-21) | Impetus     | J. Miller Tobin     | Gretchen J. Berg & Aaron Harberts   | 4 mei 2014                    |  |
| Aiden en Emily blijken Charlotte ontvoerd te hebben om Victoria en Conrad tot een bekentenis te dwingen. Intussen laten ze, zelf onherkenbaar, video's zien aan Charlotte die bewijzen dat haar ouders David Clarke erin hebben geluisd. Conrad zegt een persconferentie toe, met het plan om zijn speech te bestempelen als 'gegeven onder dwang' waardoor het in de rechtbank geen bewijs is. Jack komt erachter dat Charlotte Emily heeft en werkt tegen zijn zin mee om een eind aan alles te kunnen maken. Charlotte is inmiddels zelf overtuigd van Conrads schuld en confronteert hem zodra ze vrijgelaten is. Beiden weten niet dat hun conversatie live gestreamd wordt naar het nieuws, en Conrad wordt gearresteerd. Intussen komt Daniel te weten dat Emily erbij was toen Pascal vermoord werd door beveiligingscamera beelden en laat dit de politie weten. Nolan weet net op tijd te voorkomen dat er een zaak tegen Emily gemaakt kan worden. Victoria laat DNA-testen van Charlotte en baby Carl, en die komen natuurlijk niet als match terug. Dit maakt Victoria extra wantrouwend tegenover Emily. |             |                     |                                     |                               |  |
| 66 (3-22) | Execution   | Kenneth Fink        | Sunil Nayar & Joe Fazzio            | 11 mei 2014                   |  |
| Daniel wordt erin geluisd door Margeaux' broer Gideon die nu 'bewijs' in handen heeft dat hij betrokken is bij de dood van een meisje. Charlotte komt erachter dat Jack betrokken was bij haar ontvoering en laat hem arresteren. Victoria vermoordt Aiden en zet zijn lichaam bij Emily thuis op de bank voor het haardvuur. Emily, die net in de wolken is omdat haar vader officieel vrijgesproken is, vindt zijn lichaam en zweert wraak op Victoria. Ze laat haar opnemen in een psychiatrisch ziekenhuis. Conrad wordt om een mysterieuze reden vrijgelaten uit de gevangenis maar wordt onderweg tegengehouden door niemand minder dan een levende David Clarke, die hem neersteekt. |             |                     |                                     |                               |  |

## Seizoen 4 (2014)
| Nr. | Titel         | Regisseur           | Schrijver(s)                      | Uitzenddatum Verenigde Staten |  |
| --- | ------------- | ------------------- | --------------------------------- | ----------------------------- |  |
| 67 (4-01) | Renaissance   | John Terlesky       | Sunil Nayar & Sallie Patrick      | 28 september 2014             |  |
| Het is zes maanden geleden sinds de laatste gebeurtenissen. Conrad is dood en Victoria zit in een inrichting. Emily woont in Grayson Manor, Jack is politieagent geworden nadat de aanklacht tegen hem geen stand hield, maar Charlotte is nog steeds boos op hem. Ze gebruikt drugs en slaapt met Gideon. Daniel is door Gideon gedwongen Voulez te verlaten en leeft in hotels erop los zonder baan, doel en met de besmeurde Grayson naam. Victoria vindt een manier uit de kliniek en is van plan wraak te nemen op Emily, maar dan wordt ze gegrepen en meegenomen door David Clarke. |               |                     |                                   |                               |  |
| 68 (4-02) | Disclosure    | Ken Fink            | Joe Fazzio                        | 5 oktober 2014                |  |
| Charlotte vindt Gideon in bed met een andere vrouw en doet een zelfmoordpoging. Emily vindt haar op het dak van het hotel, klaar om te springen. Jack en zijn partner Ben weten haar van de rand te praten. Agent Ben ziet Emily wel zitten. Emily besluit Charlotte de waarheid te vertellen over wie ze is, maar Charlotte reageert zeer slecht op dit nieuws omdat ze vindt dat haar eigen zus wraak verkoos boven haar. Victoria weet niet of ze David kan vertrouwen, die niets liever lijkt te willen dan een nieuw leven beginnen met haar en Charlotte, omdat hij natuurlijk denkt dat Amanda dood is. Victoria zegt dat ze eerst "Emily Thorne" uit de weg moeten ruimen voor ze ooit gelukkig kunnen worden. Daniel en Margeaux werken samen en weten Gideon gearresteerd en uit beeld te krijgen. Charlotte lokt Emily naar de Stowaway, slaat haar bewusteloos en zet de bar in de fik. |               |                     |                                   |                               |  |
| 69 (4-03) | Ashes         | Colin Bucksey       | Alex Taub                         | 12 oktober 2014               |  |
| Jack weet Emily net op tijd te redden van de brand. Emily blijft Charlotte beschermen en noemt haar betrokkenheid niet. Jack besluit de bar niet weer op te bouwen en dat hoofdstuk van zijn leven af te sluiten. Louise is ontslagen uit de inrichting waar ze met Victoria zat en wil contact met haar maar wordt afgewimpeld. Ze manipuleert hierop een spontane ontmoeting met Daniel. Charlotte ontmoet David Clarke en Victoria blijft hem zo tegen Emily manipuleren dat hij inbreekt in haar huis en haar wil neersteken, waar hij toch op het laatste moment van af ziet als hij haar ziet slapen. Nolan ziet de indringer en hij weet te ontkomen zonder herkend te zijn. Victoria leent geld van Margeaux om haar familie weer op te bouwen. |               |                     |                                   |                               |  |
| 70 (4-04) | Meteor        | J. Miller Tobin     | Karin Gist                        | 19 oktober 2014               |  |
| Nolan vertelt de politie van de indringer tegen Emily's wil in. Later laat David zich arresteren voor winkeldiefstal om zijn identiteit bekend te laten maken door zijn vingerafdrukken. Agent Ben denkt dat hij weleens de man kan zijn die inbrak bij Emily en laat haar hem bekijken. Ze herkent in shock haar doodgewaande vader. David verklaart dat Conrad hem 20 jaar lang heeft vastgehouden en laten martelen (wat niet waar is). Hij houdt een toespraak voor de pers waarin hij Charlotte en Victoria naast zich heeft en verklaart opnieuw te willen beginnen met zijn "familie". Emily kijkt gebroken toe en beseft dat Victoria hem in haar macht heeft. |               |                     |                                   |                               |  |
| 71 (4-05) | Repercussions | Kate Woods          | Ted Sullivan                      | 26 oktober 2014               |  |
| Victoria blijft David manipuleren tegenover Emily. Charlottes gedrag verergert en ze stelt Carl aan David voor als zijn kleinzoon, wat Jack woedend maakt. David merkt dat er iets niet in de haak is wat Amanda betreft en zweert de waarheid te achterhalen. Emily begrijpt nu dat haar vaders wonden moeten helen voordat ze hem de waarheid vertelt, en regelt via Margeaux dat hij weer in het strandhuis kan wonen, weg bij Victoria. Louise is met Daniel naar bed geweest en wordt kwaad wanneer ze merkt dat hij het ziet als een incident en bij Margeaux blijft. Iemand probeert David aan te rijden met de auto, en kidnapped Charlotte. |               |                     |                                   |                               |  |
| 72 (4-06) | Damage        | John Terlesky       | Christopher Fife & Sallie Patrick | 2 november 2014               |  |
| Charlotte probeert te ontsnappen en doodt hierbij haar kidnapper. Ze vraagt Emily om hulp en de zussen delen een paar eerlijke momenten. Nu Charlotte weet dat haar moeder Aiden vermoordde is ze het zat en checkt zichzelf in om af te kicken. David vraagt Nolan hem bij te staan in een live tv-uitzending, maar beschuldigt hem tijdens de opnames van het stelen van Amanda's erfenis. Louise blijft maar manieren zoeken om in het leven van de Graysons te komen. Emily komt erachter dat haar vader heeft gelogen over alles sinds hij uit de gevangenis ontsnapte. |               |                     |                                   |                               |  |
| 73 (4-07) | Ambush        | Hanelle Culpepper   | Shannon Goss                      | 9 november 2014               |  |
| David blijft Amanda's leven en dood onderzoeken en Victoria blijft moeite doen om de waarheid te verbergen over zijn dochter. Emily verdenkt David van de moord op Conrad en komt er tijdens haar onderzoek achter dat hij Amanda jarenlang in de gaten gehouden heeft. Gefrustreerd en verward overvalt ze hem met de bewijzen en de vraag waarom hij haar nooit heeft opgezocht; haar ware identiteit is nu onthuld aan haar vader. Victoria rent het strandhuis uit maar er is een storm gaande en ze wordt geëlektrocuteerd. Intussen heeft Nolan de country club gekocht, probeert Louise Margeaux te vermoorden en komt Margeaux erachter dat Daniel met Louise heeft geslapen. |               |                     |                                   |                               |  |
| 74 (4-08) | Contact       | Paul Holahan        | Joe Fazzio                        | 16 november 2014              |  |
| Nadat Victoria naar het ziekenhuis is gebracht hebben David en Emily eindelijk een moment alleen en beseffen dat ze beide veranderd zijn. David vertelt dat er een heel gevaarlijke man achter zijn gevangenis ontsnapping zit voor wie hij slechte dingen moet doen. Voordat hij Emily's vader weer kan zijn, moet hij eerst deze man verslaan. FBI-agente Kate Taylor vraagt Jack om hulp met de David Clarke zaak, Daniel breekt eindelijk met Louise en Nolan helpt Margeaux Louises strafblad te hacken, in ruil voor hulp met zijn publieke imago. |               |                     |                                   |                               |  |
| 75 (4-09) | Intel         | Wendy Stanzler      | Karin Gist                        | 30 november 2014              |  |
| Nadat een van Davids aanvallers zelfmoord heeft gepleegd in zijn cel wordt Emily achterdochtig en gebruikt Ben om het politiehoofd, Alvarez, te onderzoeken. David vertelt Victoria dat de man die achter hem aanzit Malcolm Black heet, en Victoria onthult Emily's echte identiteit aan een van Malcolms handlangers, die Kate Taylor blijkt te zijn. Margeaux onthult dat ze zwanger is van Daniel, en Nolan heeft spijt van het verraden van Louise. |               |                     |                                   |                               |  |
| 76 (4-10) | Atonement     | John Terlesky       | Ted Sullivan                      | 7 december 2014               |  |
| Emily vermoedt dat Kate een bedriegster is en onderzoekt haar samen met Nolan. Daniel besluit een betere vader en man te worden dan elke Grayson ooit geweest is en wil samen met Margeaux zijn kind opvoeden. Victoria vertelt David dat ze hem twintig jaar geleden verraden heeft en de reden waarom. Kate blijkt Malcolms dochter te zijn en ze valt Emily aan in Grayson Manor (nu Emily's huis). Daniel is op het strand wanneer hij schoten hoort en wil Emily helpen maar wordt neergeschoten door Kate, net voordat Jack háár neerschiet. Daniel sterft in Emily's armen en ze onthult dat haar gevoelens voor hem ooit echt waren. |               |                     |                                   |                               |  |
| 77 (4-11) | Epitaph       | Bobby Roth          | Alex Taub                         | 4 januari 2015                |  |
| Terwijl Emily en Victoria rouwen om de dood van Daniël, beschermt David zijn geliefden |               |                     |                                   |                               |  |
| 78 (4-12) | Madness       | Math Shakman        | Sallie Patrick                    | 11 januari 2015               |  |
| David besluit zijn schuld bij Victoria af te lossen, terwijl Emily Nolan helpt bij een vernedering. |               |                     |                                   |                               |  |
| 79 (4-13) | Abduction     | John Scott          | Christopher Fife                  | 18 januari 2015               |  |
| Om te overleven, moeten Emily en Victoria hun wrok opzij zetten, terwijl Jack en David zich moeten haasten om hen te redden voordat ze elkaar afmaken. |               |                     |                                   |                               |  |
| 80 (4-14) | Kindred       | Colin Bucksey       | Nancy Kiu                         | 25 januari 2015               |  |
| Emily helpt Nolans blozende bruid om te gaan met de lijken in haar kast, terwijl Victoria strijdt met een nieuwe, mysterieuze society-dame. |               |                     |                                   |                               |  |
| 81 (4-15) | Bait          | Ty Trullinger       | Shannon Goss                      | 8 maart 2015                  |  |
| Als Margaux haar munitie gebruikt tegen Emily en Jack, neemt hun vriendschap een dramatische wending. Natalie onthult aan Victoria de ware reden van haar komst aan the Hamptons. |               |                     |                                   |                               |  |
| 82 (4-16) | Retaliation   | Alrick Riley        | Jesse Lasky                       | 15 maart 2015                 |  |
| Vastbesloten om te pronken met haar nieuw verworven fortuin tegenover Victoria, geeft Nathalie een gigantisch feest voor Onafhankelijkheidsdag en vraagt David als haar date. Intussen voert Margaux haar plan op om iedereen neer te halen die haar in de weg staat. |               |                     |                                   |                               |  |
| 83 (4-17) | Loss          | Helen Hunt          | Joe Fazzio                        | 22 maart 2015                 |  |
| Emily strijdt om Jacks naam te zuiveren zowel binnen als buiten de rechtszaal. De pasgetrouwde Nolan en Louise krijgen bezoek van agent Ben Hunter. |               |                     |                                   |                               |  |
| 84 (4-18) | Clarity       | Allison Liddi-Brown | Karin Gist                        | 29 maart 2015                 |  |
| Een door leed getroffen Emily probeert de nevenschade te herstellen, terwijl Victoria een nieuw aanknopingspunt natrekt met hernieuwde energie. |               |                     |                                   |                               |  |
| 85 (4-19) | Exposure      | Jennifer Wilkinson  | Wilson Pollock & Andrew Steier    | 12 april 2015                 |  |
| Emily gaat een veelbelovende toekomst tegemoet als Amanda Clarke totdat Victoria verwoestende nieuwe geheimen uit haar verleden ontdekt. |               |                     |                                   |                               |  |
| 86 (4-20) | Burn          | Kenneth Fink        | Ted Sullivan                      | 19 april 2015                 |  |
| Nadat Victoria wordt aangevallen, neemt ze de zaken in eigen hand. Emily moet accepteren wat ze echt wil. |               |                     |                                   |                               |  |
| 87 (4-21) | Aftermath     | Rob J. Greenlea     | Shannon Goss & Christopher Fife   | 26 april 2015                 |  |
| Terwijl Emily de puinhopen van haar leven beziet, vragen zelfs haar beste vrienden zich af of ze uiteindelijk toch te ver is gegaan. |               |                     |                                   |                               |  |
| 88 (4-22) | Plea          | J. Miller Tobin     | Alex Taub                         | 3 mei 2015                    |  |
| Emily schakelt Nolan en Jack in om haar te helpen haar onschuld te bewijzen, terwijl Ben maatregelen neemt om haar opgesloten te houden. |               |                     |                                   |                               |  |
| 89 (4-23) | Two Graves    | John Terlesky       | Joe Fazzio                        | 10 mei 2015                   |  |
| In de hoek gedrukt, is Emily gedwongen om haar schuld te bekennen, maar ze moet besluiten hoe ver ze wil gaan voordat ze haar nederlaag toegeeft. |               |                     |                                   |                               |  |